# ثدي زائد
الثدي الإضافي أو الثدي الزائد (باللاتينية: polymastia) هو وجود ثدي إضافي لثديي المرأة. قد يظهر الثدي الإضافي بدون حلمات أو هالات. وهي حالة تنتمي إلى الرجعية التي هي الأكثر انتشارا بين الذكور من البشر، وغالبا ما تشفى دون معالجة وهي غير مؤذية في الغالب.